# دروید هیلز (کنتاکی)

دروید هیلز

دروید هیلز (به انگلیسی: Druid Hills) شهری در ایالت کنتاکی کشور ایالات متحده آمریکا است که جمعیت آن در سرشماری سال ۲۰۱۰ میلادی، ۳۰۸ نفر بوده‌است.